# Pirosolfato di sodio
Il pirosolfato di sodio (o disolfato di sodio) è il sale di sodio dell'acido disolforico (o acido pirosolforico) di formula Na2S2O7, che in condizioni normali si presenta come un solido cristallino incolore.

## Sintesi e reazioni del composto
Il composto si ottiene per pirolisi dell'Idrogenosolfato di sodio ad una temperatura superiore a quella di fusione, in modo da provocare l'eliminazione di una molecola d'acqua. Inoltre, per riscaldamento a temperature più alte, il pirosolfato di sodio si decompone in solfato di sodio liberando anidride solforica. Questa reazione è dunque utilizzata anche per la sintesi dell'anidride solforica, in cui il pirosolfato di sodio è uno stadio intermedio:
1. {\displaystyle {\ce {2NaHSO4->Na2S2O7\ +\ H2O\,\,\,}}} a {\displaystyle \,\,\,T=315^{\circ }\mathrm {C} }
2. {\displaystyle {\ce {Na2S2O7->Na2SO4\ +\ SO3\,\,\,}}} a {\displaystyle \,\,\,T=460^{\circ }\mathrm {C} }

La prima reazione è reversibile, e infatti il pirosolfato di sodio in soluzione acquosa è instabile e si idrolizza generando due ioni solfato e due ioni ossonio, oltre a due ioni di sodio; le soluzioni di disolfato di sodio sono quindi particolarmente acide.
Il pirosolfato di sodio, come anche gli altri sali del pirosolfato, viene utilizzato in chimica analitica per solubilizzare gli ossidi metallici difficilmente solubili negli acidi, come l'ossido di alluminio calcinato. I pirosolfati agiscono infatti trasformandosi in solfati solubili.